# Мохамед эль-Шенави
Мохамед эль-Шенави (араб. محمد الشناوى‎; род. 18 декабря 1988, Кафр-эш-Шейх) — египетский футболист, вратарь клуба «Аль-Ахли» и сборной Египта. Участник чемпионата мира 2018 года.

## Клубная карьера
Эль-Шенави начал карьеру в столичном клубе «Аль-Ахли». 6 мая 2008 года в матче против ЕНППИ он дебютировал за команду в чемпионате Египта. В том же году Эль-Шенави стал чемпионом страны. В 2009 году в поисках игровой практики Мохамед перешёл в «Тала Аль Гаиш». В начале 2013 года эль-Шенави присоединился к на правах аренды к «Харас Эль-Ходуд». 4 февраля в матче против «Вади Дегла» он дебютировал за новую команду. Летом того же года Мохамед подписал контракт с клубом «Петроджет», где три следующие сезона отыграл почти без замен. Летом 2016 года эль-Шенави вернулся в «Аль-Ахли». В 2017 году он помог команде выиграть чемпионат и завоевать Кубок Египта. В 2018 году Мохамед в третий раз стал чемпионом страны.

## Международная карьера
23 марта 2018 года в товарищеском матче против сборной Португалии он дебютировал за сборную Египта.
В 2018 году эль-Шенави принял участие в чемпионате мира в России. На турнире он сыграл в матчах против команд Уругвая и России.

## Достижения
«Аль-Ахли» (Каир)
- Победитель Лиги чемпионов КАФ (2): 2019/20, 2020/21
- Чемпионат Египта по футболу (5): 2007/08, 2016/17, 2017/18, 2018/19, 2019/20
- Обладатель Кубка Египта (2): 2016/17,  2019/20
- Обладатель Суперкубка Египта (2): 2017/18,  2018/19